# Kacper Urbański
Pour les articles homonymes, voir Urbanski.
Kacper Urbański, né le 7 septembre 2004 à Gdańsk en Pologne, est un footballeur polonais qui évolue au poste de milieu central à l'AC Monza, en prêt du Bologne FC.

## Biographie

### En club
Né à Gdańsk en Pologne, Kacper Urbański est formé au AP Orlen Gdańsk (en) avant de rejoindre le Lechia Gdańsk en 2016, où il poursuit sa formation. 
Il joue son premier match en professionnel avec l'équipe première le 21 décembre 2019, lors d'une rencontre d'Ekstraklasa de la saison 2019-2020 face au Raków Częstochowa. Il entre en jeu à la place de Patryk Lipski et son équipe est battue par trois buts à zéro. Cette apparition, à 15 ans et 105 jours fait de lui le plus jeune joueur du championnat depuis 50 ans et le deuxième plus jeune joueur de l'histoire de la première division polonaise.
Le 1er février 2021, Kacper Urbański rejoint l'Italie afin de s'engager en faveur du Bologne FC sous la forme d'un prêt jusqu'à la fin de la saison, avec obligation d'achat.
Urbański joue son premier match avec l'équipe première de Bologne le 12 mai 2021, lors d'une rencontre de Serie A contre le Genoa CFC. Il entre en jeu à la place de Roberto Soriano et son équipe s'incline par deux buts à zéro. Il devient à cette occasion le plus jeune joueur polonais à faire ses débuts en première division italienne,.
Il joue peu en équipe première entre 2021 et 2023, jouant seulement deux matchs, ce qui met le doute sur son avenir à Bologne, le joueur étant déçu de son faible temps de jeu. Il brille toutefois avec la Primavera, marquant neuf buts et délivrant cinq passes décisives en 30 matchs lors de la saison 2022-2023.
Le 27 juillet 2023, Urbański prolonge son contrat avec Bologne, étant alors lié au club jusqu'en juin 2025, avec une option pour une saison supplémentaire.

### En sélection
Kacper Urbański est un membre de l'équipe de Pologne des moins de 18 ans, jouant au total cinq matchs, tous en 2022, et marque un but.
Le 8 juin 2024, il figure dans la liste des 26 joueurs polonais retenus par Michał Probierz pour participer à l'Euro 2024.